# 道の駅だて歴史の杜
道の駅だて歴史の杜（みちのえき だてれきしのもり）は、北海道伊達市にある国道37号の道の駅。総合公園だて歴史の杜にある。

## 歴史
- 2000年（平成12年）8月18日：道の駅登録[1]。
- 2012年（平成24年）：伊達市観光物産館を黎明館から移設[2]。
- 2014年（平成26年）：伊達市観光物産館増築オープン[3][4]。

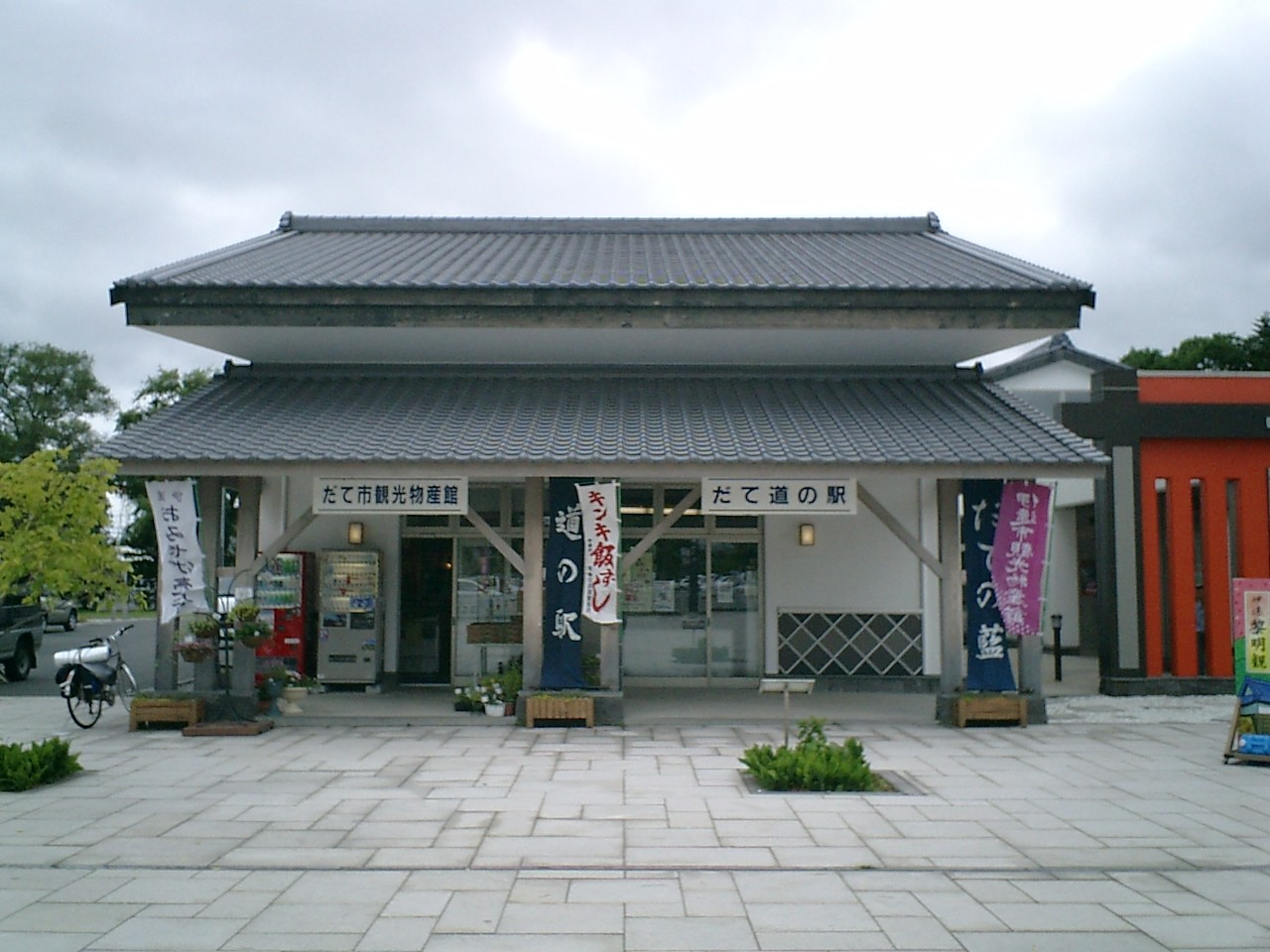
移設前の物産館（2003年7月）

## 施設
メイン施設は伊達市観光物産館（指定管理者は伊達観光物産公社）。2015年（平成27年）、観光物産館内にコミュニティ放送「wi-radio」が開局して放送スタジオを設置しているほか、FMびゅー（室蘭まちづくり放送）とのサイマル放送を行っている。
- 駐車場
  - 普通車：89台
  - 大型車：14台
  - 身障者用：6台
- トイレ（カッコ内は24時間使用可能）
  - 男：大7器（3器）、小12器（5器）
  - 女：11器（5器）
  - 身障者用：2器（1器）
- 公衆電話
- ショップ（加工品、農産物直売所など）
- 軽食
- インフォメーション
- AED
- Wi-Fi

## アクセス
国道37号沿い、道央自動車道伊達ICから約1.5 kmに位置している。
- 道南バス「カルチャーセンターあけぼの前」バス停下車